# Ribeira das Pratas
Ribeira das Pratas es una villa caboverdiana del municipio de Tarrafal. Según el censo de 2021, tiene una población de 796 habitantes.

## Geografía
La villa está situada en la isla de Santiago.

## Organización territorial
La villa abarca los lugares y barrios de:
- Achada Cuba
- Achadinha
- Bongolon
- Cuba de Baixo
- Cutelo
- Ponta Bispo
- Ponta Rubera
- Rubera
- Tcham de Capela
- Tcham de Loja
- Tcham Pa Baxu
- Tcham Pa Riba
- Tcham Pa Traz